# 노르웨이 왕세자빈 메테마리트
노르웨이 왕세자빈 메테마리트(노르웨이어: Kronprinsesse Mette-Marit av Norge, 1973년 8월 19일 ~ )는 노르웨이의 왕세자빈이다. 그녀는 노르웨이 왕위 계승자인 호콘 왕세자와 결혼했으며, 결혼하기 전의 이름은 메테마리트 셰셈 호이뷔(노르웨이어: Mette-Marit Tjessem Høiby)였다.
노르웨이 평민이자 미혼모로 불리한 과거를 가진 그녀는 2000년 호콘과 약혼할 당시 논란의 여지가 있는 인물이었다. 2001년 결혼과 동시에 노르웨이 왕세자비가 되었다. 이 부부는 각각 노르웨이 왕위 계승 서열 2위와 3위인 잉리드 알렉산드라와 스베레 망누스라는 두 자녀를 두고 있다. 메테마리트는 또한 모텐 보르와의 짧은 만남에서 얻은 아들 마리우스 보르 호이뷔를 두고 있다.
2018년 10월, 그녀는 일종의 폐섬유화 진단을 받았다. 그녀는 오슬로 대학교 병원에서 치료를 받고 있으며 왕실 업무를 제한하고 있다.